# Ritos genéticos editoriais

Os ritos genéticos editoriais são todos os procedimentos realizados por diferentes atores (editores, preparadores, copidesques, revisores – nomenclaturas que variam, conforme se esclarece mais abaixo) para que os originais (ou primeira versão de um texto autoral) sejam publicados, isto é, todos os processos, serviços, etapas, atividades e funções editoriais necessários para que um texto chegue a uma versão final para circulação pública.
De origem discursiva, mais pontualmente nos estudos da Análise de Discurso de tradição francesa, o termo foi proposto por Luciana Salazar Salgado na tese Ritos genéticos no mercado editorial: autoria e práticas de textualização (2007) e no livro Ritos genéticos editoriais: autoria e textualização (2011, 2016) a partir de um desdobramento da noção de ritos genéticos de Dominique Maingueneau (2006), segundo a qual “o escritor original é de fato obrigado a inventar ritos genéticos na medida da sua necessidade”, que são então “consagrados” por ele de acordo com sua contribuição para o êxito das obras.
Nesse sentido, os ritos genéticos editoriais especificam e direcionam a noção de Maingueneau focalizando os processos de edição adotados em diferentes publicações, “sem jamais perder de vista que o trabalho do coenunciador editorial, assim como o do autor e de todos os que lidam com seu texto, é feito de um dado lugar discursivo”.

## Funcionamento
Os ritos genéticos editoriais compreendem tanto etapas de tratamento textual já bastante estabelecidas no mercado editorial quanto práticas menos oficializadas e anteriores à entrega do texto a uma editora ou equipe de editoria. Incluem-se aí os variados tipos de trabalho com o texto tradicionalmente postos no guarda-chuva da “revisão”. Dessa perspectiva, a leitura do texto por pares e os comentários decorrentes, antes comuns no ambiente acadêmico, as etapas de preparação e revisão dentro ou fora de uma editora, o serviço de normalização textual, por exemplo, mostram “o quanto o original de um autor, no longo processo que o transforma em publicação, movimenta-se, passando por diferentes olhares e cuidados”.

## Profissionais relacionados
Para além dos coletivos de trabalho ou acadêmicos, e até mesmo em alguns deles, muitos ofícios e serviços são compreendidos superficialmente devido ao desconhecimento sobre o trabalho editorial e à falta de legislação específica sobre muitos deles. Em levantamento sobre a família de “profissionais da escrita”, organizada pelo extinto Ministério do Trabalho e Emprego – MTE, verifica-se a ausência do “revisor” nessa categoria. A ocupação consta em “Profissionais do Jornalismo”, e, diferentemente de outros ofícios (como o de tradutor), não se propõe uma especificação de suas funções – portanto, não há, tampouco, consenso quanto a regimes de contratação, valores e tipos de serviço, etc.
É comum, por exemplo, que se entenda o autor/escritor como único responsável intelectual e criativo por uma obra publicada, apagando uma ampla equipe editorial que trabalha em sua produção, ou a estereotipação do revisor como “polícia da língua” , que “corrige” (numa perspectiva normativista) questões pontuais de gramática, ortografia e pontuação, desconsiderando aspectos discursivos do ofício e sua função mais ampla de mediação editorial entre a primeira e a última versão de um texto que vai circular publicamente. Esse imaginário relacionado ao revisor deve-se, em grande medida, à formação precária ou ausente em estudos da linguagem de boa parcela de profissionais que atuam na área, o que leva a incompreensões sobre sua atuação profissional mesmo em ambientes especializados de escrita e edição.